# British Academy Film Award du meilleur acteur

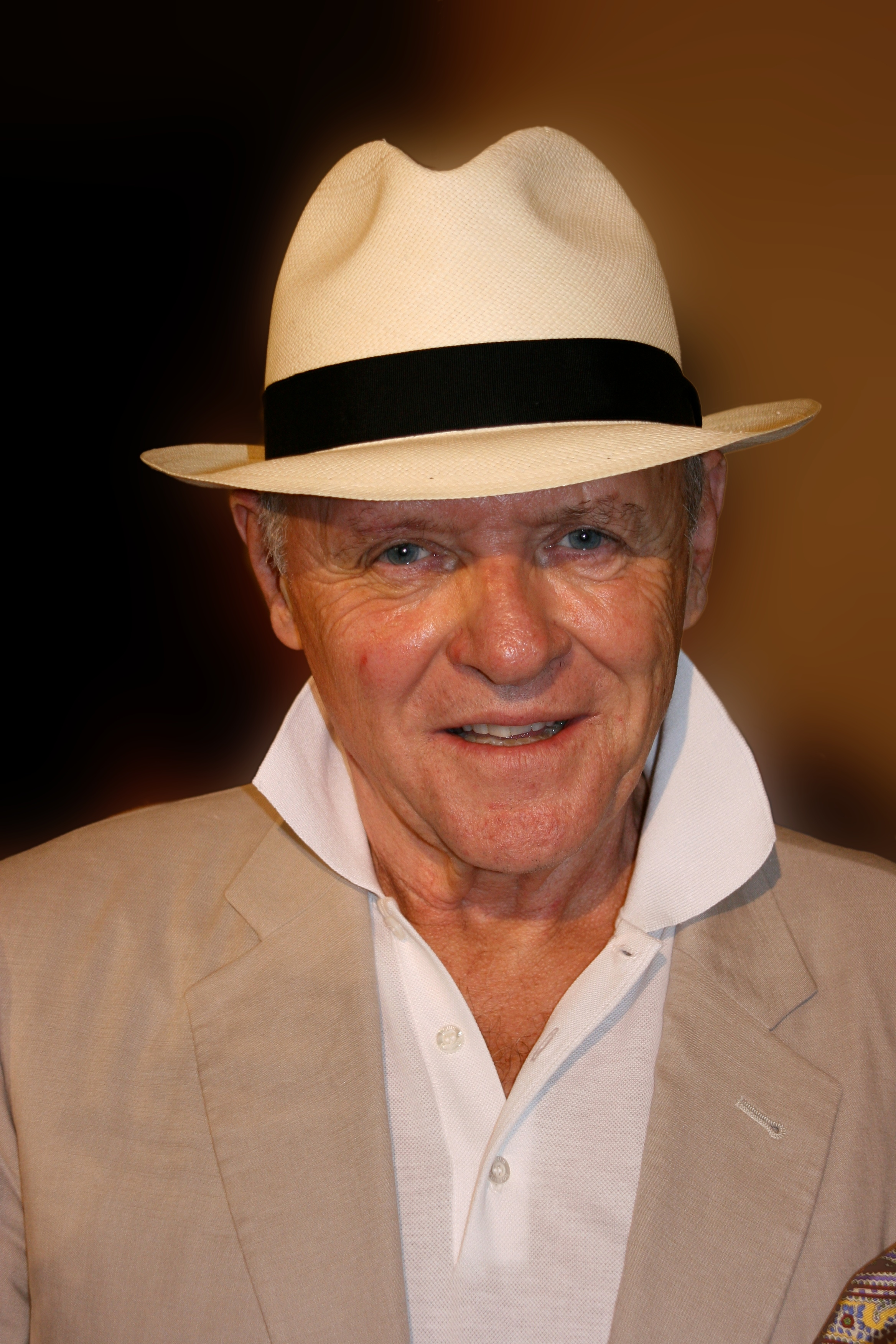
Portrait d'Anthony Hopkins réalisé durant un festival en août 2009 à Cortone, en Italie.

Le British Academy Film Award du meilleur acteur (British Academy Film Award for Best Actor in a Leading Role) est une récompense cinématographique britannique décernée depuis 1952 par la British Academy of Film and Television Arts (BAFTA) lors de la cérémonie annuelle des British Academy Film Awards.
De 1952 à 1968, il existe deux catégories pour le meilleur acteur : Meilleur acteur britannique et Meilleur acteur étranger. En 1969, elles sont fusionnées pour n'en former qu'une seule : Meilleur acteur.

## Palmarès
Note : les gagnants sont indiqués en gras. Les années indiquées sont celles au cours desquelles la cérémonie a eu lieu, soit l'année suivant leur sortie en salles (au Royaume-Uni).
Le symbole ♕ rappelle le gagnant et ♙ une nomination à l'Oscar du meilleur acteur la même année.

### Années 1950
De 1952 à 1968, 2 catégories : Meilleur acteur britannique et Meilleur acteur étranger.
- 1953 :
  - Meilleur acteur britannique : Ralph Richardson pour le rôle de John Ridgefield dans Le Mur du son (The Sound Barrier)
    - Laurence Olivier pour le rôle de George Hurstwood dans Un amour désespéré (Carrie)
    - Alastair Sim pour le rôle du Capitaine William Paris dans Folly to Be Wise
    - Jack Hawkins pour le rôle de Searle dans Mandy
    - James Hayter pour le rôle de Samuel Pickwick dans The Pickwick Papers
    - Nigel Patrick pour le rôle de Tony Garthwaite dans Le Mur du son (The Sound Barrier)

  - Meilleur acteur étranger : Marlon Brando pour le rôle d'Emiliano Zapata dans Viva Zapata ! (Viva Zapata!) ♙
    - Humphrey Bogart pour le rôle de Charlie Allnutt dans L'Odyssée de l'African Queen (The African Queen) ♕
    - Fredric March pour le rôle de Willy Loman dans La Mort d'un commis voyageur (Death of a Salesman) ♙
    - Pierre Fresnay pour le rôle de Thomas Gourvennec dans Dieu a besoin des hommes
    - Francesco Golisano pour le rôle de Totò dans Miracle à Milan (Miracolo a Milano)

- 1954 :
  - Meilleur acteur britannique : John Gielgud pour le rôle de Cassius dans Jules César (Julius Caesar)
    - Jack Hawkins pour le rôle d'Ericson dans La Mer cruelle (The Cruel Sea)
    - Kenneth More pour le rôle d'Ambrose Claverhouse dans Geneviève (Genevieve)
    - Trevor Howard pour le rôle de Scobie dans Le Fond du problème (The Heart of the Matter)
    - Duncan Macrae pour le rôle de Jim MacKenzie dans Les Kidnappers (The Kidnappers)

  - Meilleur acteur étranger : Marlon Brando pour le rôle de Marc Antoine dans Jules César (Julius Caesar) ♙
    - Spencer Tracy pour le rôle de Clinton Jones dans The Actress
    - Claude Laydu pour le rôle du curé d'Ambricourt dans Journal d'un curé de campagne
    - Marcel Mouloudji pour le rôle de René Le Guen dans Nous sommes tous des assassins
    - Eddie Albert pour le rôle d'Irving Radovich dans Vacances romaines (Roman Holiday)
    - Gregory Peck pour le rôle de Joe Bradley dans Vacances romaines (Roman Holiday)
    - Van Heflin pour le rôle de Joe Starret dans L'Homme des vallées perdues (Shane)

- 1955 :
  - Meilleur acteur britannique : Kenneth More pour le rôle de Richard Grimsdyke dans Toubib or not Toubib (Doctor in the House)'
    - David Niven pour le rôle du Major Charles 'Copper' Carrington dans Carrington V.C.
    - John Mills pour le rôle de Willie Mossop dans Chaussure à son pied (Hobson's Choice)
    - Robert Donat pour le rôle du révérend William Thorne dans Lease of Life
    - Maurice Denham pour le rôle de Blore dans La Flamme pourpre (The Purple Plain)
    - Donald Wolfit pour le rôle de Svengali dans Svengali

  - Meilleur acteur étranger : Marlon Brando pour le rôle de Terry Malloy dans Sur les quais (On the Waterfront) ♕
    - José Ferrer pour le rôle du Lieutenant Barney Greenwald dans Ouragan sur le Caine (The Caine Mutiny)
    - Fredric March pour le rôle de Loren Phineas Shaw dans La Tour des ambitieux (Executive Suite)
    - James Stewart pour le rôle de Glenn Miller dans Romance inachevée (The Glenn Miller Story)
    - Neville Brand pour le rôle de James V. Dunn dans Les Révoltés de la cellule 11 (Riot in Cell Block 11)

- 1956 :
  - Meilleur acteur britannique : Laurence Olivier pour le rôle du roi Richard III d'Angleterre dans Richard III ♕
    - Alfie Bass pour le rôle de Fender dans The Bespoke Overcoat
    - Kenneth More pour le rôle de Freddie Page dans L'Autre Homme
    - Michael Redgrave pour le rôle de l'Air Marshall Hardie dans The Night My Number Came Up
    - Alec Guinness pour le rôle du Cardinal dans L'Emprisonné (The Prisoner)
    - Jack Hawkins pour le rôle de l'interrogateur dans L'Emprisonné (The Prisoner)

  - Meilleur acteur étranger : Ernest Borgnine pour le rôle de Marty Piletti dans Marty ♕
    - James Dean pour le rôle de Cal Trask dans À l'est d'Éden (East of Eden) ♙
    - Jack Lemmon pour le rôle de Frank Pulver dans Permission jusqu'à l'aube (Mister Roberts)
    - Frank Sinatra pour le rôle d'Alfred Boone dans Pour que vivent les hommes (Not as a Stranger)
    - Toshirō Mifune pour le rôle du rōnin Kikuchiyo dans Les Sept Samouraïs (Shichinin no samurai)
    - Takashi Shimura pour le rôle de Kambei Shimada dans Les Sept Samouraïs (Shichinin no samurai)

- 1957 :
  - Meilleur acteur britannique : Peter Finch pour le rôle de Joe Harman dans Ma vie commence en Malaisie (A Town Like Alice)
    - Jack Hawkins pour le rôle de Tom Halliday dans S.O.S. Scotland Yard (The Long Arm)
    - Kenneth More pour le rôle de Douglas Bader dans Vainqueur du ciel (Reach for the Sky)

  - Meilleur acteur étranger : François Périer pour le rôle de Coupeau dans Gervaise
    - Karl Malden pour le rôle d'Archie Lee Meighan dans Baby Doll
    - Pierre Fresnay pour le rôle de Maurice Morand dans Le Défroqué
    - Frank Sinatra pour le rôle de Frankie Machine dans L'Homme au bras d'or (The Man with the Golden Arm) ♙
    - Spencer Tracy pour le rôle de Zachary Teller dans La Neige en deuil (The Mountain)
    - William Holden pour le rôle de Hal Carter dans Picnic
    - James Dean pour le rôle de Jim Stark dans La Fureur de vivre (Rebel Without a Cause)
    - Gunnar Björnstrand pour le rôle de Fredrik Egerman dans Sourires d'une nuit d'été (Sommarnattens leende)

- 1958 :
  - Meilleur acteur britannique : Alec Guinness pour le rôle du Capitaine Chris Ford dans Le Pont de la rivière Kwaï (The Bridge on the River Kwai) ♕
    - Trevor Howard pour le rôle de James Prothero dans Manuela
    - Laurence Olivier pour le rôle de Charles, le Grand-Duc et Régent dans Le Prince et la Danseuse (The Prince and the Showgirl)
    - Michael Redgrave pour le rôle de David Graham dans Temps sans pitié (Time Without Pity)
    - Peter Finch pour le rôle de Mr. Brown dans Alerte en Extrême-Orient (Windom's Way)

  - Meilleur acteur étranger : Henry Fonda pour le rôle du 8e juré dans Douze hommes en colère (12 Angry Men)
    - Sidney Poitier pour le rôle de Tommy Tyler dans L'Homme qui tua la peur (Edge of the City)
    - Ed Wynn pour le rôle de Paul Beaseley dans The Great Man
    - Robert Mitchum pour le rôle du Caporal Allison dans Dieu seul le sait (Heaven Knows, Mr. Allison)
    - Pierre Brasseur pour le rôle de Juju dans Porte des Lilas)
    - Tony Curtis pour le rôle de Sidney Falco dans Le Grand Chantage (Sweet Smell of Success)
    - Richard Basehart pour le rôle du Major Harry Cargill dans La Chute des héros (Time Limit)
    - Jean Gabin pour le rôle de Grandgil dans La Traversée de Paris

- 1959 :
  - Meilleur acteur britannique : Trevor Howard pour le rôle du Capitaine Chris Ford dans La Clef (The Key)
    - I. S. Johar pour le rôle de Bapu dans Harry Black et le tigre (Harry Black)
    - Anthony Quayle pour le rôle du Capitaine Van der Poel / Hauptman Otto Lutz dans Ice-Cold in Alex
    - Laurence Harvey pour le rôle de Joe Lampton dans Les Chemins de la haute ville (Room at the Top) ♙
    - Donald Wolfit pour le rôle de Mr. Brown dans Les Chemins de la haute ville (Room at the Top)
    - Michael Craig pour le rôle du Capitaine Tim Cotton dans Les Diables du désert (Sea of Sand)
    - Terry-Thomas pour le rôle d'Ivan dans Les Aventures de Tom Pouce (tom thumb)

  - Meilleur acteur étranger : Sidney Poitier pour le rôle de Noah Cullen dans La Chaîne (The Defiant Ones) ♙
    - Paul Newman pour le rôle de Brick Pollitt dans La Chatte sur un toit brûlant (Cat on a Hot Tin Roof) ♙
    - Tony Curtis pour le rôle de John 'Joker' Jackson dans La Chaîne (The Defiant Ones) ♙
    - Curd Jürgens pour le rôle de Von Stolberg dans Torpilles sous l'Atlantique (The Enemy Below)
    - Curd Jürgens pour le rôle du Capitaine Lin Nan dans L'Auberge du sixième bonheur (The Inn of the Sixth Happiness)
    - Spencer Tracy pour le rôle du maire Frank Skeffington dans La Dernière Fanfare (The Last Hurrah)
    - Glenn Ford pour le rôle de Jason Sweet dans La Vallée de la poudre (The Sheepman)
    - Victor Sjöström pour le rôle de Isak Borg dans Les Fraises sauvages (Smultronstället)
    - Charles Laughton pour le rôle de Sir Wilfrid Robarts dans Témoin à charge (Witness for the Prosecution) ♙
    - Marlon Brando pour le rôle du Lieutenant Christian Diestl dans Le Bal des maudits (The Young Lions)

### Années 1960
- 1960 :
  - Meilleur acteur britannique : Peter Sellers pour le rôle de Fred Kite dans Après moi le déluge (I'm All Right Jack)
    - Laurence Olivier pour le rôle du Général John Burgoyne dans Au fil de l'épée (The Devil's Disciple)
    - Laurence Harvey pour le rôle de Johnny Jackson dans Expresso Bongo
    - Richard Burton pour le rôle de Jimmy Porter dans Les Corps sauvages (Look Back in Anger)
    - Peter Finch pour le rôle du Dr Fortunati dans Au risque de se perdre (The Nun's Story)
    - Stanley Baker pour le rôle du Capitaine Langford dans Section d'assaut sur le Sittang (Yesterday's Enemy)
    - Gordon Jackson pour le rôle du Sergent MacKenzie dans Section d'assaut sur le Sittang (Yesterday's Enemy)

  - Meilleur acteur étranger : Jack Lemmon pour le rôle de Jerry / Daphné dans Certains l'aiment chaud (Some Like It Hot) ♙
    - James Stewart pour le rôle de Paul Biegler dans Autopsie d'un meurtre (Anatomy of a Murder) ♙
    - Takashi Shimura pour le rôle de Kanji Watanabe dans Vivre (Ikiru)
    - Jean Desailly pour le rôle de Marcel Maurin dans Maigret tend un piège
    - Jean Gabin pour le rôle du Commissaire Maigret dans Maigret tend un piège
    - Zbigniew Cybulski pour le rôle de Maciek Chelmicki dans Cendres et Diamant (Popiól i diament)

- 1961 :
  - Meilleur acteur britannique : Peter Finch pour le rôle d'Oscar Wilde dans The Trials of Oscar Wilde
    - Richard Attenborough pour le rôle de Tom Curtis dans Le Silence de la colère (The Angry Silence)
    - Laurence Olivier pour le rôle d'Archie Rice dans Le Cabotin (The Entertainer) ♙
    - Albert Finney pour le rôle d'Arthur Seaton dans Samedi soir, dimanche matin (Saturday Night and Sunday Morning)
    - John Fraser pour le rôle d'Alfred Bruce Douglas dans The Trials of Oscar Wilde
    - Alec Guinness pour le rôle du Major Jock Sinclair dans Les Fanfares de la gloire (Tunes of Glory)
    - John Mills pour le rôle du Lieutenant-Colonel Basil Barrow dans Les Fanfares de la gloire (Tunes of Glory)

  - Meilleur acteur étranger : Jack Lemmon pour le rôle de Calvin Clifford Baxter dans La Garçonnière (The Apartment) ♙
    - George Hamilton pour le rôle de Robert dans Crime & Punishment
    - Burt Lancaster pour le rôle d'Elmer Gantry dans Elmer Gantry le charlatan (Elmer Gantry) ♕
    - Fredric March pour le rôle de Matthew Harrison Brady dans Procès de singe (Inherit the Wind)
    - Spencer Tracy pour le rôle de Henry Drummond dans Procès de singe (Inherit the Wind) ♙
    - Yves Montand pour le rôle de Jean-Marc Clement / Alexandre Dumas dans Le Milliardaire (Let's Make Love)

- 1962 :
  - Meilleur acteur britannique : Peter Finch pour le rôle de Johnnie Byrne dans Pas d'amour pour Johnny (No Love for Johnnie)
    - Dirk Bogarde pour le rôle de Melville Farr dans La Victime (Victim)

  - Meilleur acteur étranger : Paul Newman pour le rôle d'Eddie Felson dans L'Arnaqueur (The Hustler) ♙
    - Vladimir Ivashov pour le rôle d'Alecha dans La Ballade du soldat (Ballada o soldate)
    - Alberto Sordi pour le rôle du Capitaine Blasi dans Le Meilleur ennemi (The Best of Enemies)
    - Montgomery Clift pour le rôle de Rudolph Petersen dans Jugement à Nuremberg (Judgment at Nuremberg) ♙
    - Maximilian Schell pour le rôle de l'avocat Hans Rolfe dans Jugement à Nuremberg (Judgment at Nuremberg) ♕
    - Sidney Poitier pour le rôle de Walter Lee Younger dans Un raisin au soleil (A Raisin in the Sun)
    - Philippe Leroy pour le rôle de Manu dans Le Trou

- 1963 :
  - Meilleur acteur britannique : Peter O'Toole pour le rôle de Thomas Edward Lawrence dans Lawrence d'Arabie (Lawrence of Arabia) ♙
    - Richard Attenborough pour le rôle de Herbert Fowle dans The Dock Brief
    - Alan Bates pour le rôle de Victor Arthur 'Vic' Brown dans A Kind of Loving
    - James Mason pour le rôle de Humbert Humbert dans Lolita
    - Peter Sellers pour le rôle de John Lewis dans On n'y joue qu'à deux (Only Two Can Play)
    - Laurence Olivier pour le rôle de Graham Weir dans Le Verdict (Term of Trial)

  - Meilleur acteur étranger : Burt Lancaster pour le rôle de Robert Franklin Stroud dans Le Prisonnier d'Alcatraz (Birdman of Alcatraz) ♙
    - Charles Laughton pour le rôle du sénateur Seab Cooley dans Tempête à Washington (Advise and Consent)
    - Robert Ryan pour le rôle de John Claggart dans Billy Budd
    - Anthony Quinn pour le rôle de Auda ibu Tayi dans Lawrence d'Arabie (Lawrence of Arabia)
    - George Hamilton pour le rôle de Fabrizio Naccarelli dans The Light in the Piazza
    - Kirk Douglas pour le rôle de « Jack » John W. Burns dans Seuls sont les indomptés (Lonely Are the Brave)
    - Jean-Paul Belmondo pour le rôle de Léon Morin dans Léon Morin, prêtre
    - Georges Wilson pour le rôle du clochard dans Une aussi longue absence

- 1964 :
  - Meilleur acteur britannique : Dirk Bogarde pour le rôle de Hugo Barrett dans The Servant
    - Tom Courtenay pour le rôle de William Terrence 'Billy' Fisher dans Billy le menteur (Billy Liar)
    - Richard Harris pour le rôle de Frank Machin dans Le Prix d'un homme (This Sporting Life) ♙
    - Albert Finney pour le rôle de Tom Jones dans Tom Jones ♙
    - Hugh Griffith pour le rôle de Squire Western dans Tom Jones

  - Meilleur acteur étranger : Marcello Mastroianni pour le rôle de Ferdinando Cefalù dans Divorce à l'italienne (Divorzio all'italiana) ♙
    - Franco Citti pour le rôle d'Accattone dans Accattone
    - Howard Da Silva pour le rôle du Dr Swinford dans David et Lisa (David and Lisa)
    - Jack Lemmon pour le rôle de Joe Clay dans Le Jour du vin et des roses (Days of Wine and Roses) ♙
    - Paul Newman pour le rôle de Hud Bannon dans Le Plus Sauvage d'entre tous (Hud) ♙
    - Gregory Peck pour le rôle d'Atticus Finch dans Du silence et des ombres (To Kill a Mockingbird) ♙

- 1965 :
  - Meilleur acteur britannique :
    - Richard Attenborough pour le rôle du Sergent Major Lauderdale dans Les Canons de Batasi (Guns at Batasi)
    - Richard Attenborough pour le rôle de Billy Savage dans Le Rideau de brume (Seance on a Wet Afternoon)
      - Peter O'Toole pour le rôle du roi Henri II d'Angleterre dans Becket ♙
      - Peter Sellers pour le rôle du Dr Folamour dans Docteur Folamour ou : comment j'ai appris à ne plus m'en faire et à aimer la bombe (Dr. Strangelove or: How I Learned to Stop Worrying and Love the Bomb) ♙
      - Peter Sellers pour le rôle de l'Inspecteur Jacques Clouseau dans La Panthère Rose (The Pink Panther)
      - Tom Courtenay pour le rôle du soldat Arthur Hamp dans Pour l'exemple (King & Country)

  - Meilleur acteur étranger : Marcello Mastroianni pour le rôle de Carmine Sbaratti / Renzo / Augusto Rusconi dans Hier, aujourd'hui et demain (Ieri, oggi, domani)
    - Cary Grant pour le rôle de Brian Cruikshank dans Charade
    - Sterling Hayden pour le rôle du Général Jack D. Ripper dans Docteur Folamour ou : comment j'ai appris à ne plus m'en faire et à aimer la bombe (Dr. Strangelove or: How I Learned to Stop Worrying and Love the Bomb)
    - Sidney Poitier pour le rôle de Homer Smith dans Le Lys des champs (Lilies of the Field) ♕

- 1966 :
  - Meilleur acteur britannique : Dirk Bogarde pour le rôle de Robert Gold dans Darling
    - Harry Andrews pour le rôle de l'Adjudant-chef Bert Wilson dans La Colline des hommes perdus (The Hill)
    - Michael Caine pour le rôle de Harry Palmer dans Ipcress - Danger immédiat (The Ipcress File)
    - Rex Harrison pour le rôle du Pr Henry Higgins dans My Fair Lady

  - Meilleur acteur étranger :
    - Lee Marvin pour le rôle de Kid Shelleen / Tim Strawn dans Cat Ballou ♕
    - Lee Marvin pour le rôle de Charlie Strom dans À bout portant (The Killers)
      - Anthony Quinn pour le rôle de Alexis Zorba dans Zorba le Grec (Αλέξης Ζορμπάς) ♙
      - Innokenti Smoktunovsky pour le rôle de Hamlet dans Gamlet
      - Jack Lemmon pour le rôle de Sam Bissel dans Prête-moi ton mari (Good Neighbor Sam)
      - Jack Lemmon pour le rôle de Stanley Ford dans Comment tuer votre femme (How to Murder Your Wife)
      - Oskar Werner pour le rôle de Willie Schumann dans La Nef des fous (Ship of Fools) ♙

- 1967 :
  - Meilleur acteur britannique :
    - Richard Burton pour le rôle d'Alec Leamas dans L'Espion qui venait du froid (The Spy Who Came in from the Cold) ♙
    - Richard Burton pour le rôle de George dans Qui a peur de Virginia Woolf ? (Who's Afraid of Virginia Woolf?) ♙
      - Michael Caine pour le rôle d'Alfie Elkins dans Alfie le dragueur (Alfie) ♙
      - Ralph Richardson pour le rôle d'Alexandre Gromeko dans Le Docteur Jivago (Doctor Zhivago)
      - Ralph Richardson pour le rôle de Gladstone dans Khartoum
      - Ralph Richardson pour le rôle de Joseph Finsbury dans Un mort en pleine forme (The Wrong Box)
      - David Warner pour le rôle de Morgan Delt dans Morgan (Morgan: A Suitable Case for Treatment)

  - Meilleur acteur étranger : Rod Steiger pour le rôle de Sol Nazerman dans Le Prêteur sur gages (The Pawnbroker) ♙
    - Sidney Poitier pour le rôle de Gordon Ralfe dans Un coin de ciel bleu (A Patch of Blue) ♙
    - Jean-Paul Belmondo pour le rôle de Ferdinand Griffon, dit « Pierrot » dans Pierrot le fou
    - Oskar Werner pour le rôle de Fiedler dans L'Espion qui venait du froid (The Spy Who Came in from the Cold)

- 1968 :
  - Meilleur acteur britannique : Paul Scofield pour le rôle de Sir Thomas More dans Un homme pour l'éternité (A Man for All Seasons) ♕
    - Dirk Bogarde pour le rôle de Stephen dans Accident
    - James Mason pour le rôle de Charles Dobbs dans M.15 demande protection (The Deadly Affair)
    - Dirk Bogarde pour le rôle de Charlie Hook dans Chaque soir à neuf heures (Our Mother's House)
    - Richard Burton pour le rôle de Petruchio dans La Mégère apprivoisée (The Taming of the Shrew)

  - Meilleur acteur étranger : Rod Steiger pour le rôle de Bill Gillespie dans Dans la chaleur de la nuit (In the Heat of the Night) ♕
    - Warren Beatty pour le rôle de Clyde Barrow dans Bonnie et Clyde (Bonnie and Clyde) ♙
    - Orson Welles pour le rôle de Jack Falstaff dans Falstaff - Chimes at Midnight (Campanadas a medianoche)
    - Sidney Poitier pour le rôle de Virgil Tibbs dans Dans la chaleur de la nuit (In the Heat of the Night)

De 1969 à 1994, fusion en une seule catégorie : Meilleur acteur.
- 1969 : Spencer Tracy pour le rôle de Matt Drayton dans Devine qui vient dîner ? (Guess Who's Coming to Dinner) ♙
  - Ron Moody pour le rôle de Fagin dans Oliver ! (Oliver!) ♙
  - Trevor Howard pour le rôle de Lord Cardigan dans La Charge de la brigade légère (The Charge of the Light Brigade)
  - Nicol Williamson pour le rôle de O'Rourke dans The Bofors Gun

### Années 1970
- 1970 :
  - Dustin Hoffman pour le rôle de John dans John et Mary (John and Mary)
  - Dustin Hoffman pour le rôle d'Enrico "Ratso" Rizzo dans Macadam cow-boy (Midnight Cowboy) ♙
    - Walter Matthau pour le rôle de la star de cinéma dans The Secret Life of an American Wife
    - Nicol Williamson pour le rôle de Bill Maitland dans Inadmissible Evidence
    - Alan Bates pour le rôle de Rupert Birkin dans Love (Women in Love)

- 1971 :
  - Robert Redford pour le rôle de Sundance Kid dans Butch Cassidy et le Kid (Butch Cassidy and the Sundance Kid)
  - Robert Redford pour le rôle de David Chappellet dans La Descente infernale (Downhill Racer)
  - Robert Redford pour le rôle de Christopher Cooper dans Willie Boy (Tell Them Willie Boy Is Here)
    - Paul Newman pour le rôle de Butch Cassidy dans Butch Cassidy et le Kid (Butch Cassidy and the Sundance Kid)
    - George C. Scott pour le rôle de George Patton dans Patton ♕
    - Elliott Gould pour le rôle du Capitaine John « Trapper John » McIntyre dans M*A*S*H (MASH)
    - Elliott Gould pour le rôle de Ted Henderson dans Bob et Carole et Ted et Alice (Bob & Carol & Ted & Alice)

- 1972 : Peter Finch pour le rôle du Dr Daniel Hirsh dans Un dimanche comme les autres (Sunday Bloody Sunday) ♙
  - Albert Finney pour le rôle d'Eddie Ginley dans Gumshoe
  - Dustin Hoffman pour le rôle de Jack Crabb dans Little Big Man
  - Dirk Bogarde pour le rôle de Gustav von Aschenbach dans Mort à Venise (Morte a Venezia)

- 1973 :
  - Gene Hackman pour le rôle du détective Jimmy "Popeye" Doyle dans French Connection (The French Connection) ♕
  - Gene Hackman pour le rôle du révérend Frank Scott dans L'Aventure du Poséidon (The Poseidon Adventure)
    - Marlon Brando pour le rôle de Don Vito Corleone dans Le Parrain (The Godfather) ♕
    - Marlon Brando pour le rôle de Peter Quint dans Le Corrupteur (The Nightcomers)
    - George C. Scott pour le rôle du Dr Herbert "Herb" Bock dans L'Hôpital (The Hospital) ♙
    - George C. Scott pour le rôle de Justin Playfair dans Le Rivage oublié (They Might Be Giants)
    - Robert Shaw pour le rôle de Randolph Churchill dans Les Griffes du lion (Young Winston)

- 1974 :
  - Walter Matthau pour le rôle de Charley Varrick dans Tuez Charley Varrick ! (Charley Varrick)
  - Walter Matthau pour le rôle de Pete dans Pete 'n' Tillie
    - Marlon Brando pour le rôle de Paul dans Le Dernier Tango à Paris (Ultimo tango a Parigi) ♙
    - Donald Sutherland pour le rôle de Jesse Veldini dans Steelyard Blues
    - Donald Sutherland pour le rôle de John Baxter dans Ne vous retournez pas (Don't Look Now)
    - Laurence Olivier pour le rôle d'Andrew Wyke dans Le Limier (Sleuth) ♙

- 1975 :
  - Jack Nicholson pour le rôle de J.J. 'Jake' Gittes dans Chinatown ♙
  - Jack Nicholson pour le rôle de Billy Buddusky dans La Dernière Corvée (The Last Detail) ♙
    - Gene Hackman pour le rôle de Harry Caul dans Conversation secrète (The Conversation)
    - Albert Finney pour le rôle de Hercule Poirot dans Le Crime de l'Orient-Express (Murder on the Orient Express) ♙
    - Al Pacino pour le rôle de Frank Serpico dans Serpico ♙

- 1976 :
  - Al Pacino pour le rôle de Michael Corleone dans Le Parrain - 2e partie (The Godfather Part II) ♙
  - Al Pacino pour le rôle de Sonny Wortzik dans Un après-midi de chien (Dog Day Afternoon) ♙
    - Richard Dreyfuss pour le rôle de Matt Hooper dans Les Dents de la mer (Jaws)
    - Gene Hackman pour le rôle de Popeye Doyle dans French Connection 2 (French Connection II)
    - Gene Hackman pour le rôle de Harry Moseby dans La Fugue (Night Moves)
    - Dustin Hoffman pour le rôle de Lenny Bruce dans Lenny ♙

- 1977 : Jack Nicholson pour le rôle de Randle Patrick McMurphy dans Vol au-dessus d'un nid de coucou (One Flew Over the Cuckoo's Nest) ♕
  - Robert De Niro pour le rôle de Travis Bickle dans Taxi Driver ♙
  - Dustin Hoffman pour le rôle de Carl Bernstein dans Les Hommes du président (All the President's Men)
  - Dustin Hoffman pour le rôle de Thomas Babington Levy dans Marathon Man
  - Walter Matthau pour le rôle de Morris Buttermaker dans La Chouette Équipe (The Bad News Bears) ♙
  - Walter Matthau pour le rôle de Willy Clark dans The Sunshine Boys ♙

- 1978 : Peter Finch pour le rôle de Howard Beale dans Main basse sur la TV (Network) ♕
  - William Holden pour le rôle de Max Schumacher dans Main basse sur la TV (Network) ♙
  - Woody Allen pour le rôle d'Alvy Singer dans Annie Hall ♙
  - Sylvester Stallone pour le rôle de Rocky Balboa dans Rocky ♙

- 1979 : Richard Dreyfuss pour le rôle d'Elliot Garfield dans Adieu, je reste (The Goodbye Girl) ♕
  - Peter Ustinov pour le rôle de Hercule Poirot dans Mort sur le Nil (Death on the Nile)
  - Anthony Hopkins pour le rôle de Charles "Corky" Withers dans Magic

### Années 1980
- 1980 : Jack Lemmon pour le rôle de Jack Godell dans Le Syndrome chinois (The China Syndrome) ♙
  - Woody Allen pour le rôle d'Isaac Davis dans Manhattan
  - Robert De Niro pour le rôle de Michael "Mike" Vronsky dans Voyage au bout de l'enfer (The Deer Hunter) ♙
  - Martin Sheen pour le rôle du Capitaine Benjamin L. Willard dans Apocalypse Now

- 1981 : John Hurt pour le rôle de John Merrick "The Elephant Man" dans Elephant Man (The Elephant Man) ♙
  - Dustin Hoffman pour le rôle de Ted Kramer dans Kramer contre Kramer (Kramer vs. Kramer) ♕
  - Roy Scheider pour le rôle de Joe Gideon dans Que le spectacle commence (All That Jazz) ♙
  - Peter Sellers pour le rôle de Chauncey "Chance" Gardiner dans Bienvenue, Mister Chance (Being There) ♙

- 1982 : Burt Lancaster pour le rôle de Lou dans Atlantic City ♙
  - Jeremy Irons pour le rôle de Charles Henry Smithson / Mike dans La Maîtresse du lieutenant français (The French Lieutenant's Woman)
  - Robert De Niro pour le rôle de Jake La Motta dans Raging Bull ♕
  - Bob Hoskins pour le rôle de Harold Shand dans Racket (The Long Good Friday)

- 1983 : Ben Kingsley pour le rôle de Mohandas Karamchand Gandhi dans Gandhi ♕
  - Warren Beatty pour le rôle de John Silas Reed dans Reds ♙
  - Henry Fonda pour le rôle de Norman Thayer Jr. dans La Maison du lac (On Golden Pond) ♕
  - Albert Finney pour le rôle de George Dunlap dans L'Usure du temps (Shoot the Moon)
  - Jack Lemmon pour le rôle d'Ed Horman dans Missing ♙

- 1984 : (ex-æquo)
  - Michael Caine pour le rôle du Dr Frank Bryant dans L'Éducation de Rita (Educating Rita) ♙
  - Dustin Hoffman pour le rôle de Michael Dorsey / Dorothy Michaels dans Tootsie ♙
    - Michael Caine pour le rôle du Consul Charley Fortnum dans Le Consul honoraire (The Honorary Consul)
    - Robert De Niro pour le rôle de Rupert Pupkin dans La Valse des pantins (The King of Comedy)

- 1985 : Haing S. Ngor pour le rôle de Dith Pran dans La Déchirure (The Killing Fields) ♕
  - Sam Waterston pour le rôle de Sydney Schanberg dans La Déchirure (The Killing Fields)
  - Tom Courtenay pour le rôle de Norman dans L'Habilleur (The Dresser) ♙
  - Albert Finney pour le rôle de Sir dans L'Habilleur (The Dresser) ♙

- 1986 : William Hurt pour le rôle de Luis Molina dans Le Baiser de la femme araignée (Kiss of the Spider Woman) ♕
  - F. Murray Abraham pour le rôle de Antonio Salieri dans Amadeus ♕
  - Harrison Ford pour le rôle de John Book dans Witness ♙
  - Victor Banerjee pour le rôle du Dr Aziz H. Ahmed dans La Route des Indes (A Passage to India)

- 1987 : Bob Hoskins pour le rôle de George dans Mona Lisa ♙
  - Woody Allen pour le rôle de Mickey dans Hannah et ses sœurs (Hannah and Her Sisters) ♕
  - Michael Caine pour le rôle d'Elliott dans Hannah et ses sœurs (Hannah and Her Sisters)
  - Paul Hogan pour le rôle de Michael J. "Crocodile" Dundee dans Crocodile Dundee

- 1988 : Sean Connery pour le rôle de Guillaume de Baskerville dans Le Nom de la rose (Der Name der Rose)
  - Gérard Depardieu pour le rôle de Jean Cadoret dit "Jean de Florette" dans Jean de Florette
  - Yves Montand pour le rôle de César Soubeyran dit "Papet" dans Jean de Florette
  - Gary Oldman pour le rôle de Joe Orton dans Prick Up Your Ears

- 1989 : John Cleese pour le rôle d'Archie Leach dans Un Poisson nommé Wanda (A Fish Called Wanda)
  - Kevin Kline pour le rôle d'Otto dans Un Poisson nommé Wanda (A Fish Called Wanda)
  - Michael Douglas pour le rôle de Dan Gallagher dans Liaison fatale (Fatal Attraction)
  - Robin Williams pour le rôle d'Adrian Cronauer dans Good Morning, Vietnam ♙

### Années 1990
- 1990 : Daniel Day-Lewis pour le rôle de Christy Brown dans My Left Foot (My Left Foot: The Story of Christy Brown)
  - Dustin Hoffman pour le rôle de Raymond Babbitt dans Rain Man ♕
  - Robin Williams pour le rôle de John Keating dans Le Cercle des poètes disparus (Dead Poets Society) ♙
  - Kenneth Branagh pour le rôle du roi Henri V d'Angleterre dans Henry V ♙

- 1991 : Philippe Noiret pour le rôle d'Alfredo dans Cinema Paradiso (Nuovo cinema Paradiso)
  - Robert De Niro pour le rôle de Jimmy Conway dans Les Affranchis (Goodfellas)
  - Sean Connery pour le rôle du Commandant Marko Ramius dans À la poursuite d'Octobre Rouge (The Hunt for Red October)
  - Tom Cruise pour le rôle de Ron Kovic dans Né un 4 juillet (Born on the Fourth of July) ♙

- 1992 : Anthony Hopkins pour le rôle de Hannibal Lecter dans Le Silence des agneaux (The Silence of the Lambs) ♕
  - Kevin Costner pour le rôle de Lieutenant Dunbar, "Danse avec les loups" dans Danse avec les loups (Dances with Wolves) ♙
  - Alan Rickman pour le rôle de Jamie dans Truly Madly Deeply
  - Gérard Depardieu pour le rôle de Cyrano de Bergerac dans Cyrano de Bergerac ♙

- 1993 : Robert Downey Jr. pour le rôle de Charlie Chaplin dans Chaplin ♙
  - Stephen Rea pour le rôle de Fergus dans The Crying Game ♙
  - Tim Robbins pour le rôle de Griffin Mill dans The Player
  - Daniel Day-Lewis pour le rôle de Hawkeye / Nathanael Poe dans Le Dernier des Mohicans (The Last of the Mohicans)

- 1994 : Anthony Hopkins pour le rôle de C. S. Lewis dans Les Ombres du cœur (Shadowlands)
  - Anthony Hopkins pour le rôle de Stevens dans Les Vestiges du jour (The Remains of the Day) ♙
  - Liam Neeson pour le rôle d'Oskar Schindler dans La Liste de Schindler (Schindler's List) ♙
  - Daniel Day-Lewis pour le rôle de Gerry Conlon dans Au nom du père (In the Name of the Father) ♙

Depuis 1995 : Meilleur acteur dans un rôle principal.
- 1995 : Hugh Grant pour le rôle de Charles dans Quatre mariages et un enterrement (Four Weddings and a Funeral)
  - Tom Hanks pour le rôle de Forrest Gump dans Forrest Gump ♕
  - Terence Stamp pour le rôle de Bernadette / Ralph dans Priscilla, folle du désert (The Adventures of Priscilla, Queen of the Desert)
  - John Travolta pour le rôle de Vincent Vega dans Pulp Fiction ♙

- 1996 : Nigel Hawthorne pour le rôle du roi George III du Royaume-Uni dans La Folie du roi George (The Madness of King George) ♙
  - Jonathan Pryce pour le rôle de Lytton Strachey dans Carrington
  - Nicolas Cage pour le rôle de Ben Sanderson dans Leaving Las Vegas ♕
  - Massimo Troisi pour le rôle de Mario Ruoppolo dans Le Facteur (Il Postino) ♙

- 1997 : Geoffrey Rush pour le rôle de David Helfgott dans Shine ♕
  - Ralph Fiennes pour le rôle du Comte László de Almásy dans Le Patient anglais (The English Patient) ♙
  - Ian McKellen pour le rôle du roi Richard III d'Angleterre dans Richard III
  - Timothy Spall pour le rôle de Maurice dans Secrets et Mensonges (Secrets & Lies)

- 1998 : Robert Carlyle pour le rôle de Gaz dans The Full Monty - Le Grand Jeu (The Full Monty)
  - Billy Connolly pour le rôle de John Brown dans La Dame de Windsor (Mrs. Brown)
  - Kevin Spacey pour le rôle du Sergent-Inspecteur Jack Vincennes dans L.A. Confidential ♙
  - Ray Winstone pour le rôle de Ray dans Ne pas avaler (Nil by Mouth)

- 1999 : Roberto Benigni pour le rôle de Guido Orefice dans La vie est belle (La vita è bella) ♕
  - Michael Caine pour le rôle de Ray Say dans Little Voice
  - Tom Hanks pour le rôle du Capitaine John H. Miller dans Il faut sauver le soldat Ryan (Saving Private Ryan) ♙
  - Joseph Fiennes pour le rôle de William Shakespeare dans Shakespeare in Love

### Années 2000
- 2000 : Kevin Spacey pour le rôle de Lester Burnham dans American Beauty ♕
  - Om Puri pour le rôle de George Khan dans Fish and Chips (East Is East)
  - Ralph Fiennes pour le rôle de Maurice Bendrix dans La Fin d'une liaison (The End of the Affair)
  - Russell Crowe pour le rôle du Dr Jeffrey Wigand dans Révélations (The Insider) ♙
  - Jim Broadbent pour le rôle de William S. Gilbert dans Topsy-Turvy

- 2001 : Jamie Bell pour le rôle de Billy Elliot dans Billy Elliot
  - Russell Crowe pour le rôle du Général Maximus Décimus Méridius dans Gladiator ♕
  - Michael Douglas pour le rôle du Pr Grady Tripp dans Wonder Boys
  - Tom Hanks pour le rôle de Chuck Noland dans Seul au monde (Cast Away) ♙
  - Geoffrey Rush pour le rôle du Marquis de Sade dans Quills, la plume et le sang (Quills) ♙

- 2002 : Russell Crowe pour le rôle de John Forbes Nash dans Un homme d'exception (A Beautiful Mind) ♙
  - Jim Broadbent pour le rôle de John Bayley dans Iris
  - Ian McKellen pour le rôle de Gandalf dans Le Seigneur des anneaux : La Communauté de l'anneau (The Lord of the Rings: The Fellowship of the Ring)
  - Kevin Spacey pour le rôle de Quoyle dans Terre neuve (The Shipping News)
  - Tom Wilkinson pour le rôle du Dr Matt Fowler dans In the Bedroom ♙

- 2003 : Daniel Day-Lewis pour le rôle de Bill le Boucher dans Gangs of New York ♙
  - Adrien Brody pour le rôle de Władysław Szpilman dans Le Pianiste (The Pianist) ♕
  - Nicolas Cage pour le rôle de Charlie Kaufman / Donald Kaufman dans Adaptation (Adaptation.) ♙
  - Michael Caine pour le rôle de Thomas Fowler dans Un Américain bien tranquille (The Quiet American) ♙
  - Jack Nicholson pour le rôle de Warren Schmidt dans Monsieur Schmidt (About Schmidt) ♙

- 2004 : Bill Murray pour le rôle de Bob Harris dans Lost in Translation ♙
  - Benicio del Toro pour le rôle de Jack Jordan dans 21 Grammes (21 Grams)
  - Johnny Depp pour le rôle de Jack Sparrow dans Pirates des Caraïbes : La Malédiction du Black Pearl (Pirates of the Caribbean: The Curse of the Black Pearl) ♙
  - Jude Law pour le rôle d'Inman dans Retour à Cold Mountain (Cold Mountain) ♙
  - Sean Penn pour le rôle de Paul Rivers dans 21 Grammes (21 Grams)
  - Sean Penn pour le rôle de Jimmy Markum dans Mystic River ♕

- 2005 : Jamie Foxx pour le rôle de Ray Charles dans Ray ♕
  - Jim Carrey pour le rôle de Joel Barish dans Eternal Sunshine of the Spotless Mind
  - Johnny Depp pour le rôle de J. M. Barrie dans Neverland (Finding Neverland) ♙
  - Leonardo DiCaprio pour le rôle de Howard Hughes dans Aviator (The Aviator) ♙
  - Gael García Bernal pour le rôle d'Ernesto Guevara dans Carnets de voyage (Diarios de motocicleta)

- 2006 : Philip Seymour Hoffman pour le rôle de Truman Capote dans Truman Capote (Capote) ♕
  - Ralph Fiennes pour le rôle de Justin Quayle dans The Constant Gardener
  - Heath Ledger pour le rôle d'Ennis del Mar dans Le Secret de Brokeback Mountain (Brokeback Mountain) ♙
  - Joaquin Phoenix pour le rôle de Johnny Cash dans Walk the Line ♙
  - David Strathairn pour le rôle d'Edward R. Murrow dans Good Night and Good Luck ♙

- 2007 : Forest Whitaker pour le rôle d'Idi Amin Dada dans Le Dernier Roi d'Écosse (The Last King of Scotland) ♕
  - Daniel Craig pour le rôle de James Bond dans Casino Royale
  - Leonardo DiCaprio pour le rôle de Billy Costigan dans Les Infiltrés (The Departed)
  - Richard Griffiths pour le rôle de Hector dans History Boys (The History Boys)
  - Peter O'Toole pour le rôle de Maurice dans Vénus (Venus) ♙

- 2008 : Daniel Day-Lewis pour le rôle de Daniel Plainview dans There Will Be Blood ♕
  - George Clooney pour le rôle de Michael Clayton dans Michael Clayton ♙
  - James McAvoy pour le rôle de Robbie Turner dans Reviens-moi (Atonement)
  - Viggo Mortensen pour le rôle de Nikolai Luzhin dans Les Promesses de l'ombre (Eastern Promises) ♙
  - Ulrich Mühe pour le rôle de Gerd Wiesler dans La Vie des autres (Das Leben der Anderen)

- 2009 : Mickey Rourke pour le rôle de Randy "The Ram" Robinson dans The Wrestler ♙
  - Frank Langella pour le rôle de Richard Nixon dans Frost/Nixon ♙
  - Dev Patel pour le rôle de Jamal Malik dans Slumdog Millionaire
  - Sean Penn pour le rôle de Harvey Milk dans Harvey Milk (Milk) ♕
  - Brad Pitt pour le rôle de Benjamin Button dans L'Étrange Histoire de Benjamin Button (The Curious Case of Benjamin Button) ♙

### Années 2010
- 2010 : Colin Firth pour le rôle de George dans A Single Man ♙
  - Jeff Bridges pour le rôle de Bad Blake dans Crazy Heart ♕
  - George Clooney pour le rôle de Ryan Bingham dans In the Air (Up in the Air) ♙
  - Jeremy Renner pour le rôle du Sergent William James dans Démineurs (The Hurt Locker) ♙
  - Andy Serkis pour le rôle d'Ian Dury dans Sex & Drugs & Rock & Roll

- 2011 : Colin Firth pour le rôle du roi George VI dans Le Discours d'un roi (The King's Speech) ♕
  - Javier Bardem pour le rôle de Uxabal dans Biutiful ♙
  - Jeff Bridges pour le rôle du Marshal Reuben J. Cogburn dans True Grit ♙
  - Jesse Eisenberg pour le rôle de Mark Zuckerberg dans The Social Network ♙
  - James Franco pour le rôle de Aron Ralston dans 127 heures (127 Hours) ♙

- 2012 : Jean Dujardin pour le rôle de George Valentin dans The Artist ♕
  - George Clooney pour le rôle de Matt King dans The Descendants ♙
  - Michael Fassbender pour le rôle de Brandon Sullivan dans Shame
  - Gary Oldman pour le rôle de George Smiley dans La Taupe (Tinker, Tailor, Soldier, Spy) ♙
  - Brad Pitt pour le rôle de Billy Beane dans Le Stratège (Moneyball) ♙

- 2013 : Daniel Day-Lewis pour le rôle d'Abraham Lincoln dans Lincoln ♕
  - Ben Affleck pour le rôle de Tony Mendez dans Argo
  - Bradley Cooper pour le rôle de Pat Solitano dans Happiness Therapy (Silver Linings Playbook) ♙
  - Hugh Jackman pour le rôle de Jean Valjean dans Les Misérables ♙
  - Joaquin Phoenix pour le rôle de Freddie Quell dans The Master ♙

- 2014[1] : Chiwetel Ejiofor pour le rôle de Solomon Northup dans Twelve Years a Slave ♙
  - Christian Bale pour le rôle d'Irving Rosenfeld dans American Bluff (American Hustle) ♙
  - Bruce Dern pour le rôle de Woody Grant dans Nebraska ♙
  - Leonardo DiCaprio pour le rôle de Jordan Belfort dans Le Loup de Wall Street (The Wolf of Wall Street) ♙
  - Tom Hanks pour le rôle du capitaine Richard Phillips dans Capitaine Phillips (Captain Phillips)

- 2015 : Eddie Redmayne pour le rôle de Stephen Hawking dans Une merveilleuse histoire du temps (The Theory of Everything) ♕
  - Benedict Cumberbatch pour le rôle de Alan Turing dans Imitation Game (The Imitation Game) ♙
  - Ralph Fiennes pour le rôle de Gustave H. dans The Grand Budapest Hotel
  - Jake Gyllenhaal pour le rôle de Lou Bloom dans Night Call (Nightcrawler)
  - Michael Keaton pour le rôle de Riggan Thompson dans Birdman ♙

- 2016 : Leonardo DiCaprio pour le rôle de Hugh Glass du Pont dans The Revenant ♕
  - Bryan Cranston pour le rôle de Dalton Trumbo dans Dalton Trumbo ♙
  - Matt Damon pour le rôle de Mark Watney dans Seul sur Mars (The Martian) ♙
  - Michael Fassbender pour le rôle de Steve Jobs dans Steve Jobs ♙
  - Eddie Redmayne pour le rôle de Lili Elbe / Einar Wegener dans Danish Girl ♙

- 2017 : Casey Affleck pour le rôle de Lee Chandler dans Manchester by the Sea ♕
  - Andrew Garfield pour le rôle de Desmond T. Doss dans Tu ne tueras point (Hacksaw Ridge) ♙
  - Jake Gyllenhaal pour le rôle de Tony Hastings / Edward Sheffield dans Nocturnal Animals
  - Ryan Gosling pour le rôle de Sebastian Wilder dans La La Land ♙
  - Viggo Mortensen pour le rôle de Ben dans Captain Fantastic ♙

- 2018 : Gary Oldman pour son rôle de Winston Churchill dans Les Heures sombres ♕
  - Jamie Bell pour son rôle de Peter Turner dans Film Stars Don't Die in Liverpool
  - Timothée Chalamet pour son rôle de Elio Perlman dans Call Me by Your Name ♙
  - Daniel Day-Lewis pour son rôle de Reynolds Woodcock dans Phantom Thread ♙
  - Daniel Kaluuya pour son rôle de Chris Washington dans Get Out ♙

- 2019 : Rami Malek pour son rôle de Freddie Mercury dans Bohemian Rhapsody ♕
  - Bradley Cooper pour son rôle de Jackson Maine dans A Star Is Born ♙
  - Christian Bale pour son rôle de Dick Cheney dans Vice ♙
  - Steve Coogan pour son rôle de Stan Laurel dans Stan & Ollie
  - Viggo Mortensen pour son rôle de Tony Lip dans Green Book : Sur les routes du sud ♙

### Années 2020
- 2020 : Joaquin Phoenix pour son rôle de Arthur Fleck dans Joker ♕
  - Leonardo DiCaprio pour son rôle de Rick Dalton dans Once Upon a Time… in Hollywood ♙
  - Adam Driver pour son rôle de Charlie Barber dans Marriage Story ♙
  - Taron Egerton pour son rôle de Elton John dans Rocketman
  - Jonathan Pryce pour son rôle de Jorge Mario Bergoglio dans Les Deux Papes ♙

- 2021 : Anthony Hopkins pour son rôle de Anthony dans The Father ♕
  - Chadwick Boseman pour son rôle de Levee Green dans Le Blues de Ma Rainey ♙
  - Adarsh Gourav pour son rôle de Balram Halwai dans Le Tigre Blanc
  - Riz Ahmed pour son rôle de Ruben Stone dans Sound of Metal ♙
  - Mads Mikkelsen pour son rôle de Martin dans Drunk
  - Tahar Rahim pour son rôle de Mohamedou Ould Salahi dans Désigné Coupable

- 2022 : Will Smith – La Méthode Williams (King Richard) ♕
  - Adeel Akhtar – Ali & Ava
  - Mahershala Ali – Swan Song
  - Benedict Cumberbatch – The Power of the Dog ♙
  - Leonardo DiCaprio – Don't Look Up : Déni cosmique (Don't Look Up)
  - Stephen Graham – The Chef  (Boiling Point)

- 2023 : Austin Butler pour le rôle de Elvis Presley dans Elvis ♙
  - Colin Farrell pour le rôle de Pádraic Súilleabháin dans Les Banshees d'Inisherin ♙
  - Brendan Fraser pour le rôle de Charlie dans The Whale ♕
  - Daryl McCormack pour le rôle de Leo Grande dans Mes rendez-vous avec Leo ('Good Luck to You, Leo Grande)
  - Paul Mescal pour le rôle de Calum Paterson dans Aftersun ♙
  - Bill Nighy pour le rôle de Williams dans Vivre (Living) ♙

- 2024 : Cillian Murphy pour son rôle de Robert Oppenheimer dans Oppenheimer ♙
  - Bradley Cooper pour son rôle de Leonard Bernstein dans Maestro ♙
  - Colman Domingo pour son rôle de Bayard Rustin dans Bayard Rustin ♙
  - Paul Giamatti pour son rôle de Paul Hunham dans Winter Break ♙
  - Barry Keoghan pour son rôle d'Oliver Quick dans Saltburn
  - Teo Yoo pour son rôle de Hae Sung dans Past Lives - Nos vies d'avant

- 2025 : Adrien Brody pour le rôle de László Toth dans The Brutalist
  - Timothée Chalamet pour le rôle de Bob Dylan dans Un parfait inconnu (A Complete Unknown)
  - Colman Domingo pour le rôle de John « Divine G » Whitfield dans Sing Sing
  - Ralph Fiennes pour le rôle du cardinal Lawrence dans Conclave
  - Sebastian Stan pour le rôle de Donald Trump dans The Apprentice
  - Hugh Grant pour le rôle de Mr. Reed dans Heretic

## Statistiques

### Nominations multiples
8 : Dustin Hoffman, Jack Lemmon
7 : Marlon Brando, Michael Caine, Peter Finch, Daniel Day-Lewis
6 : Dirk Bogarde, Leonardo DiCaprio, Albert Finney, Sidney Poitier
5 : Robert De Niro, Walter Matthau, Peter Sellers, Spencer Tracy
4 : Ralph Fiennes, Gene Hackman, Tom Hanks, Jack Hawkins, Anthony Hopkins, Trevor Howard, Kenneth More, Paul Newman, Ralph Richardson
3 : Woody Allen, Richard Attenborough, Richard Burton, George C. Scott, George Clooney, Tom Courtenay, Russell Crowe, Alec Guinness, Burt Lancaster, Fredric March, Jack Nicholson, Peter O'Toole, Sean Penn, Kevin Spacey
2 : Alan Bates, Warren Beatty, Jean-Paul Belmondo, Jeff Bridges, Jim Broadbent, Nicolas Cage, Sean Connery, Tony Curtis, James Dean, Gérard Depardieu, Johnny Depp, Michael Douglas, Richard Dreyfuss, Colin Firth, Henry Fonda, Pierre Fresnay, Jean Gabin, Elliott Gould, George Hamilton, Laurence Harvey, William Holden, Bob Hoskins, Curd Jürgens, Charles Laughton, James Mason, Marcello Mastroianni, Ian McKellen, John Mills, Yves Montand, Gary Oldman, Laurence Olivier, Al Pacino, Gregory Peck, Joaquin Phoenix, Brad Pitt, Michael Redgrave, Geoffrey Rush, Frank Sinatra, Takashi Shimura, Rod Steiger, James Stewart, Donald Sutherland, Oskar Werner, Robin Williams, Nicol Williamson, Donald Wolfit

### Récompenses multiples
5 : Peter Finch
4 : Daniel Day-Lewis
3 : Marlon Brando, Jack Lemmon
2 : Dirk Bogarde, Colin Firth, Dustin Hoffman, Anthony Hopkins, Burt Lancaster, Jack Nicholson, Rod Steiger